# David Herlitz

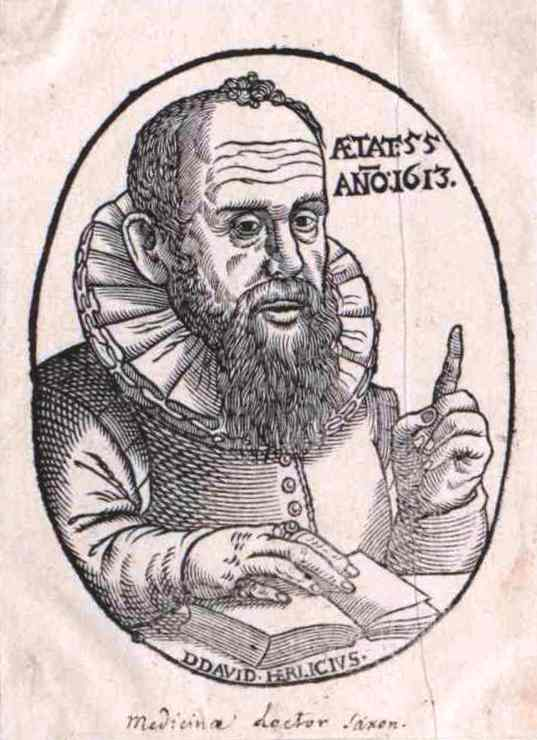
David Herlitz (1613)

David Herlitz (auch David Herlicius oder David Herlitzius; * 28. Dezember 1557 in Zeitz; † 15. August 1636 in Stargard in Pommern) war ein deutscher Mediziner, Mathematiker, Astronom, Historiker und lateinischer Dichter.

## Leben
Geboren als Sohn des Ratsherrn Andreas Herlitz wuchs er in Schlaitz auf. Nach anfänglichen Studien 1574 an der Universität Leipzig und 1576 an der Universität Jena besuchte er 1579 die Universität Wittenberg, wo er sich Sommersemester 1579 den akademischen Grad eines Magisters erwarb. im November 1580 frequentierte er zudem die Universität Rostock. Daraufhin wurde er 1581 Konrektor an der Schule in Güstrow, spezialisierte sich auf die Medizin und war 1582 in Prenzlau sowie 1583 als Physikus in Anklam tätig und richtete dort eine Praxis ein.
1585 folgte er einem Ruf an die Universität Greifswald als Professor der Mathematik, promovierte dort 1596 zum Doktor der Medizin und war 1597 Rektor der Greifswalder Hochschule. 1598 verließ er Greifswald, wurde zunächst Physikus in Stargard und war ab 1606 Stadtphysikus in Lübeck. 1614 kehrte er nach Stargard zurück, richtete dort seine Praxis ein und machte sich als medizinischer und mathematischer Schriftsteller einen Namen.
Herlitz verfasste seit 1590 Jahreskalender, teilweise mehrere Ausgaben pro Jahr in unterschiedlicher inhaltlicher Ausrichtung, die in Stettin, Magdeburg, Wittenberg, Frankfurt a. d. Oder und Nürnberg noch bis 1655, also nach seinem Tod, erschienen. Mehrere seiner Schriften waren astronomischen Themen gewidmet, darunter direkte Anleitungen zur Himmelsbeobachtung und astronomischen Erscheinungen, wie Finsternissen und Kometen.
1628 beauftragte ihn Wallenstein das Horoskop des Königs Gustav Adolf von Schweden aufzuzeichnen. Bei der Belagerung von Stargard am 7. Oktober 1635 verlor er seine Bibliothek mit zahlreichen Manuskripten und verstarb bald darauf. Seine Schriften zeigen ihn als vielseitig interessierten Menschen, der einzig der Rechtswissenschaft nichts abgewinnen konnte.
Der Organist und Schriftsteller Elias Herlitz war ebenso sein Bruder wie der Stralsunder Kantor Andreas Herlitz (1565–1623).

## Werke (Auswahl)
- Menalcas. Greifswald 1594.
- Carmina. Stettin 1606.
- Disputatio de epilepsia. 1596.
- Tractatus theologastro nomistoricus. Von des Türkischen Reichs Untergang und endlicher Zerstörung etlicher conjecturen und Vermutungen aus der h. Schrift, Sternkunst und der historien genommen. Stettin 1596.
- Kurtze … Erklerung/ des geschwäntzen newen Sterns oder Cometen/ so sich im September dieses 1607. Jahrs hat sehen lassen. Lübeck 1607, Digitalisat des Exemplars der Herzog August Bibliothek Wolfenbüttel
- mit Georg Grawel, Joachim Wibbeking: De Variolis Vel Papulis = Notwendige und kurtze Erinnerung/ von den itzt grassierenden Bocken oder Blattern, Amseder, Lübeck 1609, Digitalisat des Exemplars der SLUB Dresden
- Alt vnnd New Schreibcalender/ Auffs Jahr nach der Gnadenreichen vnd heilsamen Geburt vnsers Herren … M. DC. X. Alten Stettin 1609, Digitalisat des Exemplars der Herzog August Bibliothek Wolfenbüttel
- Discursus historico-physicus von Parheliis oder fünf Sonnen, so am 3ten April 1610 gesehn worden. Stettin 1610
- Kurtzer Discurs Vom Cometen, unnd dreyen Sonnen, so am ende des 1618. Jahrs erschienen sind, wie auch von der künfftigen Coniunction oder Zusammenkunfft aller Planeten im Krebß, Anno 1622. Und sonderlich hernach im Lewen, Anno 1623. Alten Stettin 1619, Online-Ausgabe der Sächsischen Landesbibliothek – Staats- und Universitätsbibliothek Dresden
- Kurtze Erklerung Wie man die Sonnen-Finsternisse ohne verletzung und beschwerung der Augen observieren und ansehen. Stettin 1598.